# Plan de Escoba
Plan de Escoba är en ort i Mexiko.   Den ligger i kommunen Huautla de Jiménez och delstaten Oaxaca, i den sydöstra delen av landet, 280 km sydost om huvudstaden Mexico City. Plan de Escoba ligger 1 875 meter över havet och antalet invånare är 142.
Terrängen runt Plan de Escoba är bergig åt nordost, men åt sydväst är den kuperad. Plan de Escoba ligger uppe på en höjd. Runt Plan de Escoba är det ganska tätbefolkat, med 120 invånare per kvadratkilometer. Närmaste större samhälle är Huautla de Jiménez, 5,2 km sydväst om Plan de Escoba. I omgivningarna runt Plan de Escoba växer i huvudsak städsegrön lövskog.